# الدين في أيسلندا
الدين في أيسلندا كان يغلب عليه الديانة المسيحية منذ اعتمادها دينًا للدولة من قبل برلمان ألثينغي تحت تأثير أولاف تريغفاسون ملك النرويج في عام 999/1000م. حتى ذلك الحين، في القرنين التاسع والعاشر، كانت الديانة السائدة بين الأيسلنديين الأوائل -الذين كان معظمهم من المستوطنين النرويجيين الفارين من مركزية هارالد ذو الشعر الفاتح الملكية في 872-930م، مع بعض السويديين والمستوطنين البريطانيين الإسكندنافيين- هي الديانة الجرمانية الشمالية، والتي استمرت لقرون حتى بعد التنصير الرسمي للدولة.
بدءًا من ثلاثينيات القرن الخامس عشر، تحولت أيسلندا، التي كانت في الأصل كاثوليكية رومانية وتحت سيطرة التاج الدنماركي، رسميًا إلى اللوثرية تزامنًا مع الإصلاح الأيسلندي الذي بلغ ذروته في عام 1550. منذ ذلك الحين، ظلت الكنيسة اللوثرية في أيسلندا كنيسة الدولة في البلاد. مُنحت حرية الدين للمواطنين الأيسلنديين منذ عام 1874؛ وتدعم الحكومة الكنيسة الأيسلندية؛ لكن جميع الأديان المعترف بها رسميًا في السجل المدني للدولة تتلقى دعمًا من ضريبة الكنيسة المستحقة على أتباعها من السكان الذين تتجاوز أعمارهم ستة عشر عامًا، والذين يتم إحصاؤهم من قبل مكتب الإحصاء الحكومي على أساس سنوي؛ أما المواطنون الذين يعلنون أنهم لا ينتمون إلى أي دين فهم مدينون بضريبة معادلة لجامعة أيسلندا.
منذ أواخر القرن العشرين، وخاصةً في أوائل القرن الحادي والعشرين، أصبحت الحياة الدينية في أيسلندا أكثر تنوعًا، مع تراجع الأشكال الرئيسية للمسيحية وصعود غير المنتمين إليها وظهور ديانات جديدة، لا سيما الهيثانية الجرمانية (أو الهيثانية؛ الجرمانية الوثنية الجديدة) في أيسلندا، التي تسمى أيضًا أساترو، والتي تسعى إلى إعادة بناء الديانة الشعبية الجرمانية؛ وتجمّع علماني من الإنسانوية والبوذية والإسلام وزوئية بلاد الرافدين (وثمية بلاد الرافدين الجديدة) وغيرها.
اعتبارًا من عام 2023، كان المسيحيون يشكلون 69.55% من سكان أيسلندا، وهو انخفاض ملحوظ عن نسبة 97.8% التي لوحظت في عام 1990 وفقًا لإحصاءات أيسلندا. ضمن الفئة المسيحية، عرّف 58.61% من المسيحيين أنفسهم بأنهم لوثريون ينتمون إلى كنيسة أيسلندا. يمثل هذا انخفاضًا كبيرًا عن نسبة 92.6% في عام 1990. شكلت الكنائس اللوثرية الحرة الصغرى الأخرى 5.33% والكاثوليكية الرومانية 3.83% والطوائف المسيحية الأخرى 1.78%. نمت طائفة الروم الكاثوليك ابتداءً من نسبة 0.9% في عام 1990، وشهدت الطوائف المسيحية الأخرى نموًا بشكل رئيسي بين عامي 1990 و2010، واستقرت بعد ذلك.
تشير البيانات الخاصة بعام 2023 أيضًا إلى زيادة في الانتماءات الدينية غير المسيحية وفي أعداد غير المتدينين. بلغت نسبة معتنقي الهيثانية، وهي ديانة وثنية موطنها أيسلندا، 1.5% من السكان. شكل أتباع الديانة الإنسانوية 1.39% والبوذيوة 0.42%، والإسلام 0.40%. شكل الزوئيون وأتباع الديانات الأخرى 0.14% و0.16% على التوالي.
توجد شريحة متزايدة من السكان -18.73% من السكان حتى عام 2023- يعتنقون ديانات أو فلسفات أو مبادئ حياتية غير معترف بها في السجل المدني، أو لم يعلنوا عن أي انتماء ديني. شهدت هذه الفئة زيادة كبيرة ابتداءً من نسبة 0.6% في عام 1990، وتضاعفت ثلاث مرات من 6.2% في عام 2010. في الوقت نفسه، بلغت نسبة الأيسلنديين الذين أعلنوا صراحةً عدم انتمائهم لأي دين أو فلسفة أو مبادئ حياتية 7.71% في عام 2023، بعد أن بلغت النسبة 1.3% في عام 1990.

## التاريخ

### القرنان التاسع والعاشر: الاستيطان الجرماني المبكر
عندما استوطن النرويجيون أيسلندا لأول مرة (بالإضافة إلى بعض السويديين وأشخاص من المستوطنات الإسكندنافية في بريطانيا) في منتصف القرن التاسع تقريبًا في عام 870، كان يسكنها عدد قليل من النساك المسيحيين الأيرلنديين المعروفين باسم البابار (مفردها بابي). عندما بدأ الإسكندنافيون بالوصول بأعداد أكبر، غادر النساك من تلقاء أنفسهم أو طُردوا. كانت هجرة النرويجيين جزئيًا استجابة لسياسة هارالد ذو الشعر الفاتح الذي كان يوحد النرويج تحت نظام ملكي مركزي. 

### القرنان العاشر والحادي عشر: التنصيؤ
بصرف النظر عن البابار الأيرلنديين، وُجدت المسيحية في أيسلندا منذ البداية حتى بين المستوطنين الجرمانيين. يذكر كتاب لاندنامابوك أسماء المستوطنين المسيحيين، بما في ذلك امرأة ذات نفوذ تدعى أود ذات العقل العميق. كان الآيسلنديون يميلون بشكل عام إلى التوفيق بين الأديان، إذ كانوا يدمجون يسوع المسيح بين آلهتهم بدلًا من اعتناق العقيدة المسيحية. مثلًا، كانت أود ذات العقل العميق من بين المسيحيين المعمّدين والمتدينين وقد أقامت صليبًا مسيحيًا على تل حيث كانت تصلي؛ وقد اعتبر أقرباؤها الموقع مقدسًا فيما بعد، وبنوا معبد أساترو هناك. يُحتمل أن يكون هؤلاء المسيحيون الأوائل قد تأثروا بالاحتكاك مع الشعب الإسكندنافي في بريطانيا، حيث كان للمسيحية وجود قوي بالفعل. من بين المستوطنين الأوائل، اتبعت الغالبية العظمى الديانة الجرمانية القديمة، وربما تلاشت المسيحية المنظمة في جيل أو جيلين. أتاح الموقف التوفيقي للأيسلنديين إمكانية بقاء الديانة الجرمانية واختلاطها بالمسيحية حتى في فترات لاحقة: ورد في ملحمة إيربيغيا أنه بينما كان يتم تنصير النرويج، تم تفكيك معبد وثني هناك ليعاد تجميعه في أيسلندا.

### القرن السادس عشر: الإصلاح البروتستانتي
كان آخر أسقفين كاثوليكيين في أيسلندا هما أوغموندور بالسون من سكالهولت وجون أراسون من هولار. كان جون شاعرًا ذا شأن وكان متزوجًا وله العديد من الأولاد، وهو أمر معتاد بين رجال الدين في آيسلندا. كان الأسقفان، اللذان لم يكونا ضليعين في اللاهوت ولكنهما كانا رجلين ذوي سلطة كبيرة، على خلاف مع بعضهما البعض وهددا بنزاع مفتوح. جاءا مع فرقهما المسلحة إلى ألثينغي عام 1526، لكنهما تصالحا بسبب التهديد الذي شكله عدو جديد مشترك، وهو انتشار اللوثرية.

### القرنين العشرين والحادي والعشرين: تراجع المسيحية وصعود ديانات جديدة
منذ نهاية القرن التاسع عشر، كانت أيسلندا أكثر انفتاحًا على الأفكار الدينية الجديدة من العديد من الدول الأوروبية الأخرى. في القرن التاسع عشر وأوائل القرن العشرين، تأثرت الحياة الدينية في أيسلندا، التي كانت ما تزال ضمن المؤسسة المسيحية غالبًا، بانتشار المعتقدات الروحانية. دخلت الثيوصوفية أيسلندا نحو عام 1900، وفي عام 1920، نظم الثيوصوفيون الأيسلنديون أنفسهم رسميًا فرعًا مستقلًا للحركة الثيوصوفية الدولية، رغم أنهم بقوا ضمن نطاق العقيدة اللوثرية وبقيادة قس لوثري هو سيرا جاكوب كريستينسون.